# Romeo Menti
Romeo Menti (5 de setembre de 1919 - 4 de maig de 1949) fou un futbolista italià de la dècada de 1940.
Els seus germans Mario Menti i Umberto Menti i el seu nebot Luigi Menti (fill de Mario) també foren futbolistes professionals.
Fou 7 cops internacional amb la selecció italiana. Pel que fa a clubs, defensà els colors de Vicenza Calcio, A. C. F. Fiorentina i Torino F. C..
Va morir el 1949 a l'accident aeri de Superga, juntament amb els seus companys del Grande Torino.
L'Estadi Romeo Menti duu el seu nom.

## Referències

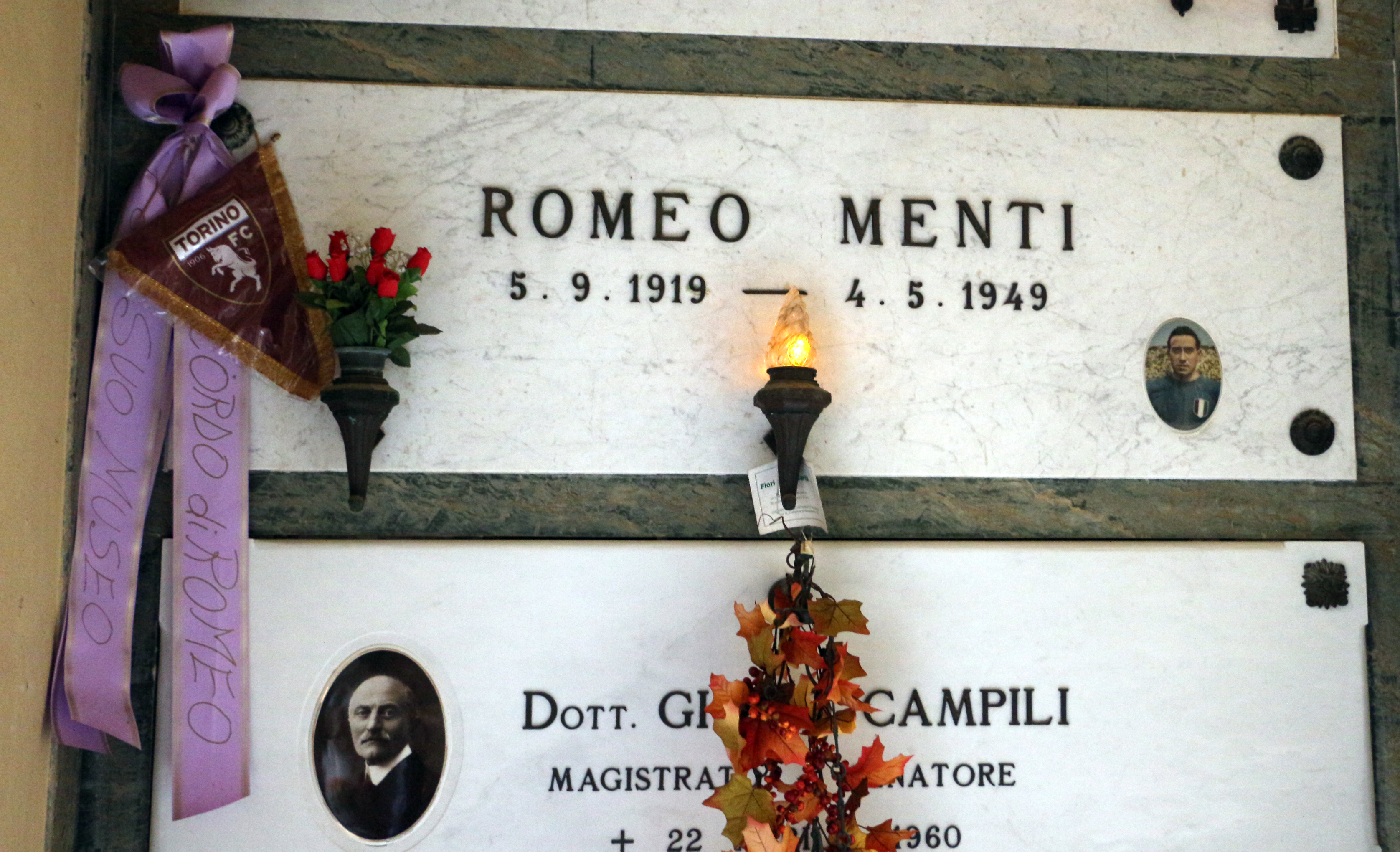
Tomba de Romeo Menti.